# Ibn Battuta (krater księżycowy)
Ibn Battuta – mały krater na Księżycu na morzu Mare Fecunditatis, morzu na wschodzie widocznej strony Księżyca. Leży na południe od krateru Lindbergh i na północny wschód od krateru Goclenius.
Morze na południowy zachód od Ibn Battuta zawiera kilka formacji, składających się z brzegów kraterów, które zostały zatopione przez strumienie lawy i teraz tworzą pierścieniowe wypustki w powierzchni. Najlepiej są widoczne przy ukośnym oświetleniu.
Krater jest kolisty i symetryczny, z gładką wewnętrzną powierzchnią. Opadające wewnętrzne ściany mają nieco wyższe albedo niż pobliskie morze, ale wnętrze ma takie same albedo jak zewnętrzna strona krateru. Tuż obok zachodniej ściany znajduje się maleńki krater.
Początkowo został nazwany Goclenius A. W 1976 został nazwany przez Międzynarodową Unię Astronomiczną imieniem arabskiego geografa Muhammada Ibn Battuty.